# Holway
Holway – miasto w Stanach Zjednoczonych, w stanie Wisconsin, w hrabstwie Taylor.